# Konstancja (Ukraina)
Konstancja – wieś na Ukrainie w rejonie czortkowskim należącym do obwodu tarnopolskiego.